# Macleaya
Маклея (Macleaya) — рід двох-трьох видів квіткових рослин з родини макових (Papaveraceae), що походить з Китаю та Японії.

## Опис
Це великі кореневищні трав'янисті багаторічники з пальчасто-лопатевими, оборчастими листками оливково-зеленого або сірого кольору, довжиною 25 см і високими стеблами з повітряними шлейфами безпелюсткових, трубчастих, майже білих або кремових квітів.
Маклея названий на честь шотландського ентомолога Александера Маклея (1767—1848).

## Види
- Macleaya cordata
- Macleaya microcarpa
- Macleaya × kewensis (M. cordata × M. microcarpa

Обидва відомі види та гібрид культивуються як декоративні рослини.